# مسجد القرمي
مسجد القرمي مسجد أثري يعود تاريخه إلى العصر الأيوبي في فلسطين. يقع داخل أسوار البلدة القديمة لمدينة القدس، في الجهة الشمالية الغربية للمسجد الأقصى وعلى بعد 300 متر من باب القطانين بالقرب من مدرسة دار الأيتام الإسلامية بحارة الواد. كان المسجد مهجورا حتى عام 1976 حيث تم إعماره ليعود كما كان. تبلغ أبعاده بعد الترميم مايقارب 11 متر طولا، وخمسة أمتار ونصف عرضا. يحتوي المسجد على مكتبة لبيع الكتب، ويوجد بها مقام صاحب هذا المسجد، وبجوار المقام يوجد مصلى للنساء. وليس للمسجد مئذنة. يُنسب هذا المسجد إلى الشيخ شمس الدين أبو عبد الله محمد بن أحمد القرمي، المتوفى بالقدس عام 1386.

## الإحياء والترميم
- صُنع كزاوية ومدرسة صغيرة لمؤسسه الصوفي، ثم هجره أهل القدس لسنوات .
- في عام 1976م، تم ترميم المسجد والزاوية، ليستأنف أداء الصلوات الخمس مجددًا .
- تبلغ أبعاده بعد الترميم حوالي 11 م طولا و5.5 م عرضا، ويمثل نموذجًا لمساجد البنايات الصغيرة من العصر الأيوبي.

## الوظائف والمعالم
- يضم المسجد مكتبة لبيع الكتب الإسلامية داخل البناء، إضافة إلى مصلى للنساء بجوار مقام الشيخ القرمي .
- يوجد مقام الشيخ شمس الدين القرمي داخل المسجد، تحت ضريحه الذي أقيم للعناية بذكراه وتخليد سيرته الصوفية .
- يتميز ببنائه البسيط وافتقاده للمئذنة، وهو أسلوب شائع في المساجد الصغيرة داخل الأحياء القديمة .

## الأهمية الثقافية والدينية
- يمثل المسجد إحياءً لتراث زاوية القرمي في القدس، وذاكرة تاريخية تربط بضاويعة عصر الزهد والتصوف في فلسطين.[2]
- شكّل مثالًا ملموسًا لحياة التصوف والعبادة والكتابة في المدينة، خصوصًا بعد تجديده الذي أعاد الروح للنسيج الديني المحلي .